# Segunda División Amateur de Uruguay
La Segunda División Amateur de Uruguay (Seconda divisione amatoriale dell'Uruguay; in passato Primera C o División de Aficionados e, dal 1997 al 2007, Liga Metropolitana Amateur de Fútbol) è stata fino al 2016 la terza divisione del Campionato uruguaiano di calcio.
Prese avvio nel 1972, dopo la fusione disposta dall'Asociación Uruguaya de Fútbol (AUF) tra la Divisional Intermedia e la Divisional Extra.
Nota anche come "Segunda B", era giocata a livello amatoriale e veniva organizzata dalla AUF.
A partire dal 2017 è stata rimpiazzata dalla Primera División Amateur de Uruguay, inizialmente nota come 'Segunda B Nacional', competizione che avrebbe garantito l'accesso anche ai club appartenenti a città al di fuori di Montevideo.

## Formula
In linea di principio, la Segunda División Amateur era riservata alle squadre del dipartimento di Montevideo; i club calcistici del resto dell'Uruguay militavano, invece, in altre ligas locali, anch'esse amatoriali, organizzate dall'Organización del Fútbol del Interior.
Poteva tuttavia accadere che un club dell'Interior chiedesse e ottenesse l'iscrizione alla Segunda División Amateur. Nella stagione 2014-2015, infatti, militò in questa divisione un club dell'Interior, l'Oriental di La Paz, del dipartimento di Canelones.
Il numero delle squadre partecipanti era variabile (12 nel 2014-2015).
La formula prevedeva una prima parte del campionato, di sola andata (detta Apertura), alla quale prendevano parte tutte le squadre iscritte al torneo. Al termine, le prime quattro classificate si qualificavano al torneo di Clausura (o Liguilla), in cui si affrontavano in un girone all'italiana con partite di andata e ritorno. Le due squadre vincitrici dell'Apertura e della Clausura si affrontavano nella semifinale. La vincente disputava la finale contro la prima classificata nella classifica aggregata (ai fini della quale si computavano anche i punti ottenuti nel torneo di Clausura) e la squadra vittoriosa otteneva la promozione in Segunda División Profesional de Uruguay.
Tuttavia, essendo la Segunda División Amateur un campionato amatoriale, mentre la Segunda División Profesional uno professionistico, occorreva che detta squadra soddisfasse tutte le condizioni per militare in quest'ultima.
Se ciò non si fosse verificato, il diritto sarebbe passato alla seconda classificata e, se neppure quest'ultima avesse soddisfatto i suddetti requisiti, nessuna squadra della Segunda División Amateur sarebbe stata promossa in Segunda División Profesional.
Le retrocessioni dalla Segunda División Profesional erano eventuali. Esse erano possibili solo quando partecipavano a detta lega più di 14 squadre. Ovviamente, solo club del dipartimento di Montevideo, salvo eccezioni, sarebbero potute essere inserite nella Segunda Amateur.
In Segunda División Amateur potevano anche essere declassati club militanti, nella stagione precedente, in Primera o in Segunda División Profesional a causa di gravi problemi finanziari: è quanto accaduto nella stagione 2008-2009 al Villa Española, retrocesso direttamente dalla prima divisione, nonché al Basáñez e al La Luz, retrocessi dalla seconda alla terza.
I posti lasciati liberi dalle squadre di Segunda División Profesional potevano essere occupati da squadre di Segunda División Amateur anche non classificatesi ai primi due posti del campionato, purché non fosse superato il numero massimo di 14 club militanti in Segunda División Profesional.

## Albo d'oro
- 1972:  Salus (1º)
- 1973:  Villa Española (1º)
- 1974:  Misiones (1º)
- 1975:  Progreso (1º)
- 1976:  La Luz (1º)
- 1977:  Salus (2º)
- 1978:  Progreso (2º)
- 1979:  Universidad Mayor (1º)
- 1980:  Villa Española (2º)
- 1981:  Platense (1º)
- 1982:  Cerrito (1º)
- 1983:  Huracán (1º)
- 1984:  Villa Teresa (1º)
- 1985:  Sportivo Italiano (1º)
- 1986:  El Tanque Sisley (1º)

- 1980:  Villa Española (3º)
- 1988:  Colón (1º)
- 1989:  Basáñez (1º)
- 1990:  Huracán (2º)
- 1991:  Fénix (1º)
- 1992:  La Luz (2º)
- 1993:  Uruguay Montevideo (1º)
- 1994:  Platense (2º)
- 1995:  Juventud (1º)
- 1996:  Villa Española (4º)
- 1997:  El Tanque Sisley (2º)
- 1998:  Cerrito (2º)
- 1999:  Villa Teresa (2º)
- 2000:  Colón (2º)
- 2001:  La Luz (3º)

- 2002:  Uruguay Montevideo (2º)
- 2003:  La Luz (4º)
- 2004:  Oriental (1º)
- 2005:  Platense (3º)
- 2006:  Boston River (1º)
- 2007:  Oriental (2º)
- 2008-2009:  Oriental (3º)
- 2009-2010:  Huracán (3º)
- 2010-2011:  Villa Teresa (3º)
- 2011-2012:  Torque (1º)
- 2012-2013:  Canadian (1º)
- 2013-2014:  Villa Española (5º)
- 2014-2015:  Oriental (4º)
- 2015-2016:  Cerrito (3º)

## Vittorie per squadra
| Squadra            | Titoli | Stagioni                          |
| ------------------ | ------ | --------------------------------- |
| Villa Española     | 5      | 1973, 1980, 1987, 1996, 2013-2014 |
| La Luz             | 4      | 1976, 1992, 2001, 2003            |
| Oriental           | 4      | 2004, 2007, 2008-2009, 2014-2015  |
| Platense           | 3      | 1981, 1994, 2005                  |
| Huracán            | 3      | 1983, 1990, 2009-2010             |
| Villa Teresa       | 3      | 1984, 1999, 2010-2011             |
| Cerrito            | 3      | 1982, 1998, 2015-2016             |
| Colón              | 2      | 1988, 2000                        |
| El Tanque Sisley   | 2      | 1986, 1997                        |
| Progreso           | 2      | 1975, 1978                        |
| Salus              | 2      | 1972, 1977                        |
| Uruguay Montevideo | 2      | 1993, 2002                        |
| Basáñez            | 1      | 1989                              |
| Boston River       | 1      | 2006                              |
| Canadian           | 1      | 2012-2013                         |
| Fénix              | 1      | 1991                              |
| Juventud           | 1      | 1995                              |
| Misiones           | 1      | 1974                              |
| Sportivo Italiano  | 1      | 1985                              |
| Torque             | 1      | 2011-2012                         |
| Universidad Mayor  | 1      | 1979                              |